# Wasyl Kasijan
Wasyl Illicz Kasijan (ukr. Василь Ілліч Касіян, ur. 1 stycznia 1896 we wsi Mikulince (obecnie Śniatyn), zm. 26 czerwca 1976 w Kijowie) – ukraiński malarz i grafik, Ludowy Artysta ZSRR (1944).

## Życiorys
Urodził się w rodzinie chłopskiej. Uczył się w szkole realnej w Śniatynie, skończył gimnazjum w Kołomyi. Od dzieciństwa wykazywał zdolności graficzne. Po I wojnie światowej zaczął studia w Akademii Sztuk Pięknych w Pradze. W swoich pracach przedstawiał ciężkie życie robotników. W 1923 przyjął obywatelstwo ZSRR, w lutym 1927 został profesorem Kijowskiego Instytutu Artystycznego. W 1926 wykonał drzeworyt "Strajk", w latach 1932–1934 serię linorytu "Dnieprostroj", w 1939 obraz "Artiom", wykonywał też ilustracje do książek Tarasa Szewczenki, Iwana Franki i innych pisarzy. W 1930 przeniósł się do Charkowa, gdzie uczestniczył w organizowaniu Ukraińskiego Instytutu Poligraficznego, w 1944 wrócił do Kijowa i ponownie został profesorem Kijowskiego Instytutu Artystycznego, w 1947 został członkiem rzeczywistym Akademii Sztuk Pięknych ZSRR, w latach 1962–1968 pełnił funkcję przewodniczącego Zarządu Związku Artystów Ukraińskiej SRR. Czterokrotnie sprawował mandat deputowanego do Rady Najwyższej Ukraińskiej SRR.

## Odznaczenia i nagrody
- Medal Sierp i Młot Bohatera Pracy Socjalistycznej (11 stycznia 1974)
- Order Lenina
- Nagroda Państwowa Ukraińskiej SRR im. Szewczenki (1964)

I trzy inne ordery, a także medale.